# Warsaw (Dakota del Nord)
Warsaw è un'area non incorporata degli Stati Uniti d'America della contea di Walsh nello Stato del Dakota del Nord. Si trova a circa 5,5 miglia a est di Minto (gli indirizzi di posta a Warsaw dicono "Minto, North Dakota" perché la posta viene consegnata da impiegati delle poste che vi hanno sede) e circa 15 miglia a sud-est di Grafton, il capoluogo della contea. Anche se non è incorporata, il suo nome ha uno status ufficiale. Si trova in un'area della contea di Walsh che fu colonizzata nel XIX secolo da immigrati provenienti dalla Polonia, e rimase un'area prevalentemente di lingua polacca ben oltre la metà del XX secolo. La Chiesa cattolica di Santo Stanislao a Warsaw, costruita nel 1901, è elencata nel National Register of Historic Places. Molte delle iscrizioni sulle lapidi nel cimitero adiacente sono in polacco.
La St. Gianna's Maternity Home, che ospita donne che soffrono di "gravidanze di crisi" che in alcuni casi potrebbero altrimenti cercare aborti, si trova a Warsaw. Prende il nome in onore di Gianna Beretta Molla.